# Ubli (Cetinje)
Pour les articles homonymes, voir Ubli.
Ubli (en serbe cyrillique : Убли) est un village du sud du Monténégro, dans la municipalité de Cetinje.

## Démographie

### Évolution historique de la population[1]
| 1948 | 1953 | 1961 | 1971 | 1981 | 1991 | 2003 |
| ---- | ---- | ---- | ---- | ---- | ---- | ---- |
| 372  | 410  | 359  | 273  | 138  | 61   | 40   |